# تمیم بن عمرو
تمیم بن عمرو که کنیه اش ابوحبیش یا ابوالحسن مازنی بود، از اصحاب علی بن ابی طالب بود و در زمان خلافت وی مدتی فرمانداری مدینه را بر عهده داشت. به گفته شیخ طوسی وی قبل از سهل بن حنیف فرماندار بود و به گفته ابن اثیر پس از سهل فرماندار بود.